# Казімерас Яунюс
 Казімерас Яунюс (лит. Kazimieras Jaunius; 18 травня 1848, с. Лембас, Литва — 9 березня 1908, Санкт-Петербург, Росія) — теолог, дослідник литовської мови.

## Життєпис
1866—1869 — навчався в класичній Каунасській гімназії із викладанням латини та грецької мови. Гімназію не закінчив.
1871—1875 — навчався у Каунаській духовній семінарії. Заохочений Антанасом Баранаускасом захопився мовними питаннями.
1875 — висвячений у духовний сан священника і вирушив на навчання до Петербурзької духовної академії, яку закінчив у 1879, став першим магістром у класі теології, після чого був призначений вікарієм Каунаського катедрального собору.
1880 — у Духовній семінарії викладав латинську та литовську мови, катехизис; був капеланом Дівочої гімназії, секретарем Жемайтського єпископа.
1885—1886 — професор литовської мови та гомілетики (теорії проповіді).
1892 — за надто великий інтерес до литовського мовознавства виключенийіз Каунаської духовної семінарії. Продовжив дослідження литовської мови професором у Казанській духовній академії та Петербурзькій духовній академії, спілкуючись із відомими філологами того часу.
1895 — деякий час мешкав у Каунасі.
1898 — професор Петербурзької духовної академії. Помер у злиднях 1908 року. Похований на Каунаському міському цвинтарі. Перепохований на Петрашунському цвинтарі.

## Праці
Систематизував прислівники литовської мови, описав наголоси, ввів нові граматичні терміни, дослідив зв'язки литовської мови з іншими мовами.
У 1908 видана праця К. Яунюса лит. «Aistiškus studijus», а в 1911 — «Граматика литовської мови» (лит. «Lietuvių kalbos gramatika»). У цій граматиці введені нові терміни — дієслово, дієприкметник.